# Brzeziny (Roztoka-Brzeziny)
Brzeziny – przysiółek wsi Roztoka-Brzeziny w Polsce położona w województwie małopolskim, w powiecie nowosądeckim, w gminie Gródek nad Dunajcem. Stanowi północno-wschodnią część wsi.

## Historia
Brzeziny wspominane są w 1428 roku jako własność sprzedana Zawiszy Czarnemu, właścicielowi także Rożnowa od 1426 roku. W 1662 roku Brzeziny, Sarys oraz część Roztoki przechodzą do nowo utworzonej parafii Rożnów; podstawowa część Roztoki pozostaje do dziś przy parafii Tropie. W 1934 roku powstała gromada Roztoka-Brzeziny w nowo utworzonej zbiorowej gminie Podegrodzie.
W latach 1975–1998 miejscowość należała administracyjnie do województwa nowosądeckiego.